# Louis Ludloff
Julius Christian Louis Ludloff (* 3. Januar 1807 in Garsitz bei Gehren; † 23. März 1867 in Coburg) war ein deutscher Rittergutbesitzer und Landtagsabgeordneter.

## Leben

### Schulische Laufbahn
Louis Ludloff erwarb sich in seiner Jugend durch Botengänge die Gunst von Hugo August Friedrich Schwartz, welcher ihn für weitere Aufgaben empfahl. Ab 1824 durfte er, wie sein Bruder Johann Rudolf Friedrich Ludloff (1800–1839) schon 1822, das Gymnasium Rudolstadt besuchen und schloss als Prima ab. In der Zeit in Rudolstadt war er trotz seines jungen Alters als Hilfslehrer tätig.

### Verwaltertätigkeit in Niederfüllbach
Von 1826 bis 1829 war er für seinen erkrankten Bruder Rudolf Verwalter der Gutes Niederfüllbach. In dieser Zeit lernte er über diese Verwaltertätigkeit Christian von Stockmar kennen. 1828 wurde ihm eine Verwalterstelle angeboten, welcher er in Rücksprache mit von Stockmar ablehnte. Louis Ludloff war, auch mit Unterstützung seines Bruders Rudolf und durch von Stockmar, eine Anstellung bei Prinz Leopold (später erster König von Belgien) in England angeboten worden. Er musste auf Wunsch des Prinzen nur Englisch und Italienisch lernen.

### Tätigkeiten im Ausland
Ende 1829 trat er seine Arbeit in England an. Er hatte verschiedene Briefe der Herzogin von Kent nach London überbracht. Er wurde zum Assistent im Hofmarschallamt des Prinz Leopold zu London und war damit für die gesamte Rechnungsführung des Prinzens verantwortlich. Mit der Thronbesteigung von Prinz Leopold übermittelte Louis Ludloff Depeschen von London nach Brüssel. 1832 notierte er 47 Reisen.
In London führte er diplomatische Dienste und Aufgaben für den belgischen Gesandten van de Weyer und Goblet d’Alviella aus. Er bekam Kontakt u. a. zu Sir Robert William Gardiner, Sir Henry John Seton und Sir Edward Kust.
1833 war Ludloff für die Stelle als Archivars im Kabinet des Königs von Belgien in Brüssel vorgesehen, welche er abermals nach Rücksprache mit von Stockmar ablehnte. Von Stockmar wollte Ludloff für die Bewirtschaftung seines Gutes Obersiemau und seiner Geschäfte in Coburg gewinnen.

### Weitere Verwaltertätigkeiten
Aus dem Dienstverhältnis mit dem König von Belgien wurde er 1833 mit Pension entlassen, welche bis zum Tod des Königs 1865 gezahlt wurde. Anschließend war er von 1834 bis Ende 1866 Pächter des Rittergutes Obersiemau von Christian Friedrich von Stockmar. Im Juni 1848 wurde er in den 6. Coburger Landtag gewählt und blieb bis zur Auflösung des Landtags Anfang Dezember 1849 Landtagsabgeordneter. Er musste Obersiemau verlassen, da der Sohn von von Stockmar das Gut selber verwalten wollte. Von 1850 bis 1852 war er auch Besitzer des Schlosses Weißenbrunn.
Louis Ludloff zog von Obersiemau nach Coburg und erkrankte direkt 1867 an einer Lungenentzündung, von der er sich nicht mehr erholte.
Er war Mitglied des Deutschen landwirtschaftlichen Verein und Ackerbauschulen.
Louis Ludloff war verheiratet mit Margaretha Friederike, geborene Eichhorn (1820–1894, Tochter des Porzellanfabrikbesitzers (ca. 1818–1874 als H. K. Eichhorn) Heinrich Eichhorn aus Schney), und Vater von Rudolf Friedrich Ludloff und Richard Ludloff.

## Trivia
Sein Sohn Otto verunglückte 1870 bei einer Hochgebirgstour durch Absturz von der Siegertswand am Königssee tödlich. Seine Ehefrau suchte durch Zeitschriftanzeigen verzweifelt nach einem Lebenszeichen und vermutete ihn als Kriegsfreiwilliger auf den Schlachtfeldern in Frankreich. Erst 1871 wurden die menschlichen Überreste von Otto gefunden.
In Coburg steht am Albertsplatz 6 das 1878 errichtete Wohnhaus der Witwe von Louis Ludloff.